# Трепов, Фёдор Фёдорович (старший)
Фёдор Фёдорович Тре́пов (4 (16) мая 1812 — 23 ноября (5 декабря) 1889) — русский государственный и военный деятель, генерал-адъютант (1867), генерал от кавалерии (1878).

## Биография
Внебрачный сын директора городов Павловска и Гатчины действительного статского советника Ф. А. Штенгера. Формально — из обер-офицерских детей, лютеранского вероисповедания.
Обучался в Николаевском Инженерном училище, но оставил учёбу из-за болезни. В 1828 году поступил на службу в Департамент государственных имуществ, где служил копиистом, подканцеляристом, канцеляристом, в декабре 1830 года произведён в губернские регистраторы.
В феврале 1831 года оставил гражданскую службу и определился рядовым в Новгородский кирасирский полк. Участвовал в подавлении польского восстания 1830—1831 годов: за отличие в битве при Грохове произведён в унтер-офицеры, за подвиг (спасение командира полка) в бою при Нуре награждён знаком отличия Военного ордена и 28 мая (9 июня) 1831 года произведён в офицеры (корнет).
После польской кампании продолжил службу в кавалерии. В марте 1835 года переведён в Жандармский полк, но с 1836 года служил в Уланском Его высочества герцога Нассауского полку. С мая 1839 года — адъютант начальника 5-й кавалерийской дивизии генерал-лейтенанта Глазенапа (в октябре 1842 года переведён в Уланский Украинский полк с оставлением в должности адъютанта). В январе 1844 года Трепов возвращается в Жандармский полк, в 1851 году командирован в Образцовый кавалерийский полк. В апреле 1853 года получил чин полковника.
В 1854—1860 годах в чине полковника служил командиром Жандармского полка, располагавшегося в Киеве. В ноябре 1860 года назначен обер-полицмейстером в Варшаву. В феврале 1861 года во время волнений в Варшаве был ранен в голову камнем. 15 (27) февраля 1861 года был произведён в генерал-майоры. Затем был зачислен в запасные войска и уволен в отпуск за границу на один год.

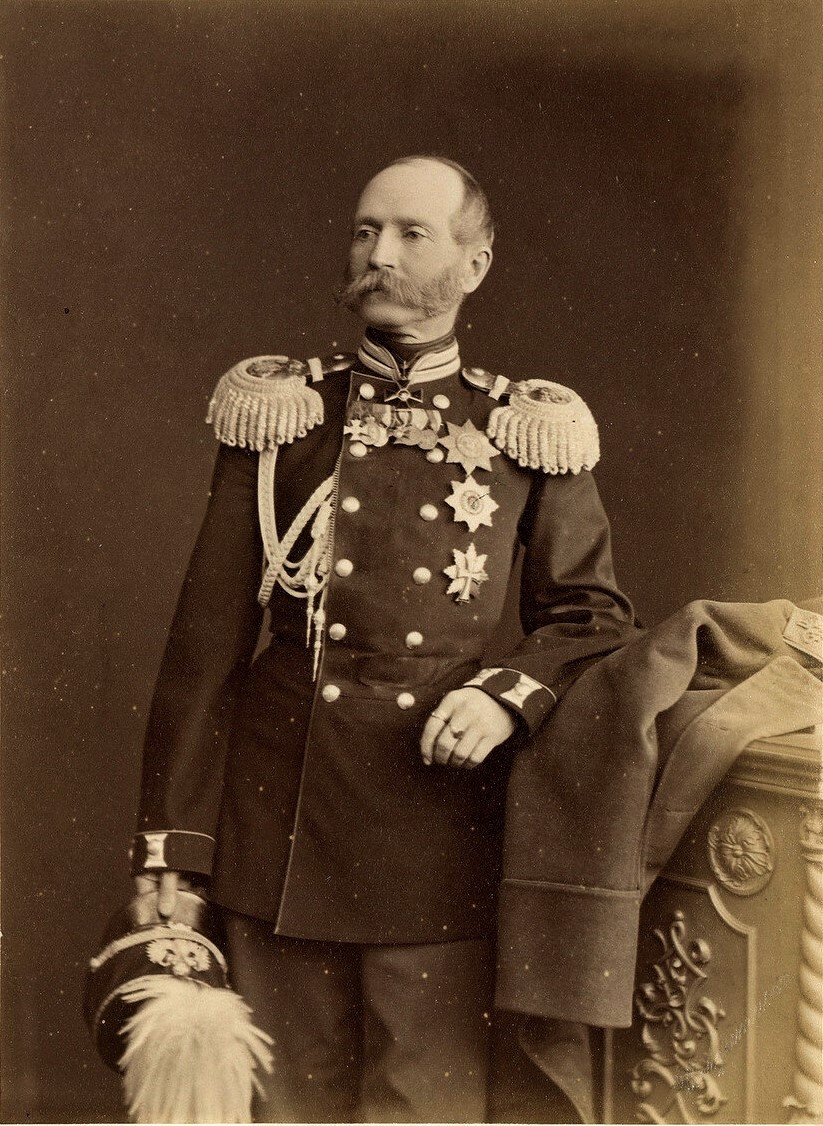
Трепов Фёдор Фёдорович, генерал-адъютант. 1874 г.

В сентябре 1863 года назначен начальником 3-го округа Корпуса жандармов в Царстве Польском. 21 октября 1863 года был ранен в голову топором в результате покушения на Сенаторской улице Варшавы, после скользящего удара топором Трепов сам бросился на покушавшегося, вырвал у него топор и нанёс тому три раны, трое соучастников покушения бежали, позднее один был арестован. Оба террориста были осуждены и повешены. В декабре 1863 года назначен генерал-полицмейстером в Царстве Польском, а затем членом Государственного совета, членом совета управления и учредительного комитета по крестьянским делам в Царстве Польском
. Особо отличился при подавлении польского восстания 1863—1864 годов.
Во время реакции 1866 года, когда был упразднён пост столичного генерал-губернатора, был назначен санкт-петербургским обер-полицмейстером (фактическим главой столицы), а 30 августа произведён в генерал-лейтенанты. Кроме того, был пожалован майоратом в Царстве Польском с ежегодным доходом в 5000 рублей. В 1867 году был пожалован в генерал-адъютанты. Сумел добиться порядка в городе и улучшения работы полиции.
В это время разработано «Положение о градоначальстве» — во главе городской администрации поставлен градоначальник с правами губернатора. С 10 (22) апреля 1873 по 23 мая (4 июня) 1878 занимал должность санкт-петербургского градоначальника, дослужившись до чина генерала от кавалерии (1878). 
С 1866 года был членом попечительского совета заведений общественного призрения в Санкт-Петербурге.
Умер 23 ноября (5 декабря) 1889 года. Похоронен на кладбище Выдубицкого монастыря в Киеве.

## Покушение Веры Засулич
25 июля (6 августа) 1877 года Ф. Ф. Трепов отдал приказ о порке политического заключённого народника А. С. Боголюбова за то, что тот не снял перед ним шапку. Приказ Ф. Ф. Трепова о сечении розгами был нарушением закона о запрете телесных наказаний от 17 (29) апреля 1863 года.
Следствием приказа стало покушение на убийство Трепова, совершённое В. И. Засулич 24 января (5 февраля) 1878 года. Согласно письменным показаниям самого Трепова, данным им в день покушения и зачитанным потом в судебном заседании, Засулич, явившись на прием, совершила один выстрел, пуля от которого попала в левый бок Трепова. Попытка совершения второго выстрела была предотвращена вмешавшимся майором Курнеевым (допрошенная в судебном заседании Засулич отрицала попытку совершить второй выстрел). Вера Засулич была затем оправдана судом присяжных 31 марта (12 апреля) 1878 года. Судебное оправдание Засулич вызвало бурное одобрение со стороны либеральных и осуждение консервативных кругов российского общества.

## Семья
- Фёдор Фёдорович был женат на Вере Васильевне Лукашевич (1817/1821—1866). Их дети:
  - Анастасия (1849—1940), замужем за М.Е.Ниродом.
  - Евгения (1850—?), в замужестве Альбертова.
  - Юлия (1851—1923), фрейлина, замужем за сенатором, тайным советником Д. П. Суходольским (1846—1916).
  - Софья (1853—1927), фрейлина, замужем за шталмейстером гр. М. Е. Ниродом.
  - Фёдор (1854—1938), генерал от кавалерии, генерал-адъютант, киевский, волынский и подольский генерал-губернатор (1908—1914).
  - Дмитрий (1855—1906), генерал-майор Свиты Е. И.В., московский обер-полицмейстер, санкт-петербургский генерал-губернатор, товарищ министра внутренних дел, дворцовый комендант.
  - Елизавета (1858—1920), фрейлина, замужем за начальником канцелярии Министерства императорского двора, генерал-лейтенантом А. А. Мосоловым.
  - Александр (1862—1928), министр путей сообщения, председатель Совета министров России (1916).
  - Владимир (1863—1918), таврический губернатор, член Государственного совета.

## Награды
- знак отличия Военного ордена (1831);
- орден Святой Анны 4-й ст. с надписью «За храбрость» (1831);
- знак отличия «За военное достоинство» 4-й ст. (1831);
- орден Святой Анны 2-й ст. (1850);
- орден Святого Владимира 4-й ст. с бантом (1856);
- бриллиантовый перстень (1856)
- орден Святого Станислава 1-й ст. (1864);
- орден Святого Владимира 2-й ст. (1865);
- табакерка с вензелевым Его Императорского Величества (1868);
- орден Белого орла (1868);
- орден Святого Александра Невского (1870) с алмазными знаками (1873);
- табакерка с портретом Его Императорского Величества, украшенная бриллиантами (1881)
- орден Святого Владимира 1-й ст. (1884);
- знак отличия за L лет беспорочной службы (1885)

Иностранные:
- прусский орден Красного орла 1-й степени (1866);
- австрийский орден Железной короны 1-й ст. (1867);
- датский орден Данеброга, большой крест (1867);
- греческий орден Спасителя, большой крест (1867);
- черногорский орден Князя Даниила I 1-й ст. (1869);
- персидский орден Льва и Солнца 1-й ст. (1869);
- португальский орден Христа, большой крест (1872);
- вюртембергский орден Короны 1 ст. (1872)
- итальянский орден Короны, большой крест (1873);
- прусский орден Короны 1-й ст. с лентой ордена Красного орла (1873);
- турецкий орден Меджидие 1-й ст. (1873);
- французский орден Почётного легиона, большой крест (1873);
- шведский орден Святого Олафа, большой крест (1873);
- австрийский орден Леопольда 1-й ст. (1874);
- мекленбург-шверинский орден Вендской короны 1-й ст. (1874);
- испанский орден Карла III 1-й ст. (1875);
- итальянский орден Святых Маврикия и Лазаря 1-й ст. (1876);
- прусский орден Красного орла, большой крест (1879);
- сербский орден Таковского креста, большой крест (1879);
- болгарский орден «Святой Александр» 1-й ст. (1883).